# 姜東潤
姜 東潤（カン・ドンユン、강동윤、かん とうじゅん、1989年1月23日 - ）は、韓国の囲碁棋士。ソウル市出身、韓国棋院所属、権甲龍八段門下、九段。第1回ワールドマインドスポーツゲームズ優勝など世界戦優勝3回、電子ランド杯王中王戦優勝など。

## 経歴
2000年世界青少年囲碁選手権大会少年組優勝。他に李昌鎬杯、オリオン杯、サムシン生命杯などで優勝。2002年入段。2005年、農心辛ラーメン杯で韓国代表として出場、新鋭連勝最強戦、新鋭プロ十傑戦優勝、またこの年は57勝21敗の成績で勝率3位、囲碁大賞新人賞。2006年、五段。
2007年電子ランド杯王中王戦決勝で李昌鎬を2-1で破ってタイトル獲得、これにより二段昇段して七段。2008年、第1回ワールドマインドスポーツゲームズ男子個人戦で金メダル獲得。同年名人戦決勝に進出し、九段昇段。2009年には富士通杯で、決勝で李昌鎬を破り優勝。
2016年LG杯世界棋王戦優勝。同年の韓国プロ棋士賞金ランキングで3位になった（4億8800万ウォン）。
韓国囲碁リーグでは、2004年ハンゲームで初出場。2011年はポスコLEDチームで優勝、MVP、最多勝、指名ランキング1位獲得。2008年の農心辛ラーメン杯では5人抜きを達成。2011年から中国乙級リーグに出場、2014年は杭州チームで1勝10万元、負ければ無しの契約で出場し6勝1敗とした。2015年からは甲級リーグ出場。韓国囲碁棋士ランキングでは2008年3位、2022年7月にYK建機杯などの好成績で4位。

### タイトル歴
国際棋戦
- ワールドマインドスポーツゲームズ 男子個人戦 2008年（予選6-0（○Zoltan Fodi、○三村智保、○陳耀燁、○Guo Yiming、○アレクセイ・ラザレフ）、○Diago Durazzi）、決勝4-0（○山城宏、○古力、○李喆、○朴正祥））
- 世界囲碁選手権富士通杯 2009年
- LG杯世界棋王戦 2016年

国内棋戦
- オスラムコリア杯新鋭連勝最強戦 2005、07年
- SKガス杯新鋭プロ十傑戦 2005年
- 電子ランド杯王中王戦 2007年
- バッカス杯天元戦 2009年
- 圓益杯十段戦 2013年
- JTBCチャレンジマッチ 2017年
- YK建機杯 2022年

### その他の棋歴
国際棋戦
- LG杯世界棋王戦 2012年ベスト4、2018年ベスト8、2020年ベスト8
- 世界囲碁選手権富士通杯 2010年ベスト8
- 三星火災杯世界囲碁マスターズ 2012年ベスト8、2014年ベスト8
- 応昌期杯世界プロ囲碁選手権戦 2016年ベスト8
- 国手山脈杯国際囲棋戦個人戦 2018年ベスト8
- 中韓天元対抗戦 2009年 1-2 陳耀燁
- アジア競技大会 2010年 男子団体戦金メダル
- スポーツアコードワールドマインドゲームズ
  - 2012年男子個人戦銀メダル
  - 2014年男子団体戦銀メダル
- 珠鋼杯世界囲碁団体選手権 2013年優勝（団体戦）
- 農心辛ラーメン杯世界囲碁最強戦
  - 2005年 0-1（×羽根直樹）
  - 2008年 5-1（○柁嘉熹、○山田規三生、○朴文尭、○羽根直樹、○邱峻、×高尾紳路）
  - 2013年 2-1（○范廷鈺、○河野臨、×陳耀燁）
  - 2014年 2-1（○柁嘉熹、○伊田篤史、×王檄）
  - 2017年 0-1（×范廷鈺）
  - 2020年 0-1（×辜梓豪）
- 招商地産杯中韓囲棋団体対抗戦 2011年 0-1（×謝赫）
- 国手山脈杯国際囲棋戦中韓団体対抗戦
  - 2014年 1-2（○檀嘯、×檀嘯、×唐韋星）
  - 2016年 2-0（○芝野虎丸、○周睿羊）

国内棋戦等
- バッカス杯天元戦 準優勝 2007年（1-3 元晟溱）
- 江原ランド杯名人戦 準優勝 2008年（1-3 李世乭）
- KBS杯バドゥク王戦 準優勝 2010年
- OllehKT杯オープン選手権 準優勝 2010年
- 圓益杯十段戦 準優勝 2012年
- Let's Run PARK杯オープントーナメント 準優勝 2014年
- 竜星戦 準優勝 2018年、2022年
- ソパルコサノル最高棋士決定戦 2021年リーグ3位、2022年リーグ3位
- 韓国囲碁リーグ
  - 2004年（ハンゲーム）4-3
  - 2006年（パークランド）10-4
  - 2007年（蔚山ディア）12-1（最多勝）
  - 2008年（蔚山ディア）9-5
  - 2009年（新案天日塩）6-5
  - 2010年（ハンゲーム）11-5
  - 2011年（ポスコLED）12-2（最多勝、MVP）
  - 2012年（ポスコLED）9-9
  - 2013年（ポスコケムテク）6-6
  - 2014年（CJE&M）9-4
  - 2016年（BGFリテールCU）7-8
  - 2017年（Tブロード）5-11
  - 2018年（韓国物価情報）7-5
  - 2019-20年（韓国物価情報）12-4
  - 2020-21年（韓国物価情報）6-8
  - 2021-22年（韓国物価情報）10-6
- 中国囲棋リーグ戦
  - 2011年乙級（浙江緑環）6-1
  - 2012年乙級（中国平石煤神馬集団）6-1
  - 2013年乙級（中国平石煤神馬集団）5-2
  - 2014年乙級（蘇泊爾杭州）6-1
  - 2015年甲級（杭州棋院）10-4
  - 2016年甲級（河北新奥）7-10
  - 2017年甲級（国旅連合廈門）7-6
  - 2018年乙級（江西馬可波羅甕磚）6-2
  - 2019年甲級（拉薩浄土）5-8
  - 2020年甲級（西藏阜康）8-3
  - 2021年甲級（西藏阜康）6-9
  - 2022年甲級（拉薩棋院）